# Kitty Lindsten
Kitty Lindsten, född 1952, är konstnär och designer. Hon medverkade i ArtFair -07. Kitty Lindsten arbetar i olika tekniker och på olika material. Hon vill förmedla glädje, kärlek och humor med sin konst.